# Reinhard van der Heusen
Reinhard van der Heusen (* 20. Februar 1953 in Kleve) ist ein ehemaliger deutscher Bundesliga-Handballspieler. Als Nationalspieler bestritt er 14 Länderspiele für Deutschland, in denen er 11 Tore erzielte.
Als Spieler begann er im Jahr 1971 seine Karriere beim VfL Merkur Kleve in der Kreisklasse und wechselte dann 1974 von Kleve zum OSC Rheinhausen direkt in die Handball-Bundesliga. Nach dem Abstieg des OSC Rheinhausen im Jahr 1979 wechselte er zum TUSEM Essen. Dort spielte er neun Jahre bis 1988. Er errang mit dem TUSEM in den Jahren 1986 und 1987 zwei Deutsche Meisterschaften. Er bestritt insgesamt 486 Bundesligaspiele und erzielte dabei 686 Tore. Nach seiner Laufbahn als Aktiver fungierte er unter anderem als Co-Trainer des TUSEM Essen sowie als Cheftrainer des TV Jahn Hiesfeld.

## Stationen der aktiven Karriere
- 1971–1974: VfL Merkur Kleve (1. Kreisklasse)
- 1974–1979: OSC Rheinhausen (1. Bundesliga)[5]
- 1979–1988: TUSEM Essen (1. Bundesliga)